# NGC 5035
NGC 5035 في الفهرس العام الجديد، هي مجرة، تقع في كوكبة العذراء. اكتشفت في 17 مارس 1881 بواسطة إدوارد إس هولدن.

## روابط خارجية
- NGC 5035 على موقع ويكي سكاي: DSS2, SDSS, GALEX, IRAS, Hydrogen α, X-Ray, Astrophoto, Sky Map, Articles and images